# Idionycteris phyllotis
Idionycteris phyllotis is een zoogdier uit de familie van de gladneuzen (Vespertilionidae). De wetenschappelijke naam van de soort werd voor het eerst geldig gepubliceerd door G.M. Allen in 1916.

## Voorkomen
De soort komt voor in Mexico en de Verenigde Staten.